# Umetnost u doba Abasida
Tokom celokupne istorije čovečanstva sve civilizacije su ostvarivale svoj vizuelni izraz, u čemu ni islamska civilizacija nije izuzetak. Kada se spomene islamska umetnost, prvo na šta se pomisli su istočnjački tepisi, persijske minijature, marokanske keramičke pločice, a da ne govorimo o Kupoli na Steni, dvorcu Alhambra, džamiji Selimiji i Tadž Mahalu. Islamska umetnost obuhvata sve to i još mnogo više. Za razliku od hrišćanske umetnosti izraz islamska umetnost u sebi ne sadrži odrednicu religijskog. To je jednostavno umetnost nastala u zemljama u kojim je većinska religija islam, bez obzira na versku pripadnost pojedinca koji su tu umetnost stvarali.
Umetnost u vreme Abasida obuhvata period Abasidske vlasti je trajao u periodu od 750. do 1258. i nastupio je odmah nakom Umajadske vladavine (661—750). Začetnik ove dinastije je bio najmlađi stric proroka Muhameda, Abas ibn Abd al-Mutalib po kome je i čitava dinastija dobila naziv. Period uspona Abasida se često naziva i klasičnim periodom islamske kulture, islamskom „renesansom“ i zlatnim dobom islamske umetnosti (približno obuhvata period 700-950). Nakon toga je usledio period opadanja halifske vlasti sa gubljenjem autoriteta u brojnim pograničnim delovima halifatada, bi ponovo doživeo procvat pred sam kraj vladavine ove dinastije.
Njihovu vladavinu karakteriše i premeštanje prestonice iz Damaska u Bagdad. Bagdad, mešavina dveju kultura — grčke i aramejske, postaje centar luksuza, poezije i nauke. To je grad Haruna Rašida i „Hiljadu i jedne noći“. Dolazi do procvata umetnosti, muzike i literature, kao i nauke gde su Arapi odigrali značajnu ulogu u očuvanju grčke antičke misli. Upravo Arapi su oni koji su prevodeći sve te spise omogućili kasnije Evropljanima da upoznaju brojna filozofska dela (kao što su npr. Platonova, Aristotelova, Hipokratova, Galenova...), i time stvori povoljnu intelektualnu klimu za razvoj humanizma i renesanse u Evropi.
U toku ovog perioda, dok je u Evropi trajao mračni srednji vek, na Bliskom istoku nauka, filozofija i umetnost pod okriljem Arapa doživljavaju svoj vrhunac. Razvija se algebra iz Indije, hemija i alhemija iz Kine, otpočinju brojne naučne studije vezane za optiku, astronomiju, medicinu... Pomenimo samo velikog Omara Hajama, pesnika, matematičara, filozofa, astrologa... ili Ibn Sina (nama poznatijem po svom latinskom imenu Avicenna), lekar, filozof, hemičar, pesnik...

## Arhitektura
Kada govorimo o islamskoj umetnosti svakako najveći i najznačajniji deo predstavlja upravo arhitektura. Dolazak Abasida na vlast svakako obeležava ekonomsko-politički, a time i naučni i kulturni uspon i procvat. Dve osnovne karakteristike vezane za arhtekturu u vreme Abasida jesu okretanje ka drevnoj mesopotamijskoj umetnosti- upotreba opeke, lukova, pojava mitskih bića na slikama i reljefima... i druga je pojava minareta kao novog ahitektonskog oblika koji će do današnjih dana ostati kao opšti simbol islama u celom svetu.
Nažalost, od arhitektonski spomenika koji su ukrašavali grad al-Ma’muna i al-Rašida nije ostalo ni traga, dok dve najveličanstvenije preživele islamske gađevine, džamija Umajada u Damasku i Kupola na steni u Jerusalimu, datiraju iz umajadskog perioda. Od halifske palate, nazvane zlatna kapija (bab-al-dhahab), ili Zelene kupole koju je podigao osnivač Bagdada, isto tako i od njegove Palate večnosti i Rusafe palate sagrađene za prestolonaslednika al-Mahdija i od još mnogo drugih sličnih građevina nije ostalo nikakvih tragova koji bi nam mogli ukazati na nekadašnji sjaj i raskoš. U toku građanskih ratova između al-Amina i al-Ma’muna vršena su strašna uništavanja, dok je konačno pustošenje grada izvršeno 1258. god.
Ipak, ono što je preostalo svedoči o tome kako je premeštanje centra halifata iz Damaska u Bagdad bilo ujedno i odlučno udaljavanje od Sredozemnog sveta i približavanje drevnim kulturama Mesopotamije. Umajadske arhitektonske tvorevine su po stilu građenja bliže vizantijsko-sirijskoj umetnosti, dok ove iz abasidskog perioda odaju karakteristične crte azijske arhitekture, u prvom redu persijske, a zatim i sasanidske koja je u stvari i sama izraziti tip persijske umetnosti. U toku sasanidske dinastije (226—641) razvio se karakterističan umetnički stil s ovalnim i eliptičnim kupolama, polukružnim svodovima, spiralnim tornjevima, zupčastim grudobranima, uglačanim zidnim ciglama i krovovima pokrivenim metalom. Ovaj je tip postao jedan od najmoćnijih faktora u oblikovanju abasidske umetnosti.
Persija je doprinela vojnom uspehu Abasida pogotovu za vreme Abu Muslima, a kasnije al-Ma’muna. Blizina Persije je uticala na arhitekturu u doba Abasida, na njeno približavanje persijskoj i sasanidskoj arhitekturi. Taj uticaj se video na stilu i dekoraciji palata i zgrada, ali i na opštem urbanističkom planiranju i organizaciji gradova, kao i na izgradnji gradskih ceremonijalnih kapija, koje su zvali Ajvan. Ove trijumfalne kapije i prikazivanje moći halifa su imale za cilj da podsete na moć i dostignuća kao i da izraze neprikosnovenost halifinog autoriteta.

## Struktura gradova

### Bagdad
Godine 762. drugi Abasidski halifa El Mansur je premestio prestonicu iz Damaska na obale Tigra i osnovao Madinat us-Salam (grad mira), bolje poznat kao Bagdad. Time je i simbolično želeo da raskine sa bezbožničkom prošlošću vezanom za Omajade, što će i kasnije činiti mnogi njegovi sledbenici koji su stvaranjem nove prestonice hteli da označe početak novog doba.
Astrolozi su odredili tačno vreme i mesto postavljanja temelja nove prestonice, tako da prema persijskoj kosmogoniji ovaj grad bude novi centar islama i čitavog Univerzuma. Gradilo se prema preciznim cirkularnim planovima. Grad se sastojao od dva dela, oba ograđena masivnim zidinama. Unutrašnji grad je sadržavao džamiju, glavnu palatu i brojne administrativne zgrade i do njega se dolazilo kroz četvora vrata na unutrašnjem zidu. Spoljašnji grad se još nazivao i predgrađe i u njemu su živeli obični građani. Ova stroga uređenost grada u stvari predstavlja realizaciju osnovnog načela islama, a to je sveopšta podređenost religiji i Božjim zakonima.
Međutim, Bagdad se uskoro razvio izvan ovih planom predviđenih krugova i postao je jedan od najvećih, najbogatijih i najgušće naseljenih gradova sveta. Veličan je i detaljno opisivan u brojnim putopisima putnika sa zapada i, naravno, u pričama iz „Hiljadu i jedne noći“. Palata i njena okolina su predstavljale sliku raja u očima persijskog sveta, sa brojnim raskošnim vrtovima koji su okruživali paviljone palata.
U predgrađu su izgrađivane samo za nijansu manje raskošne zgrade koje su se pružale daleko izvan prvobitnih gradskih zidina i činilo se kao da su međusobno povezane i da se nastavljaju jedna na drugu. One su predstavljale prethodnice novog stila u islamskoj arhitekturi koji će dostići svoj maksimum u arapskoj Španiji u kompleksu zgrada iznad današnje Granade ili npr. Topkapi Saraj u Istanbulu. Čini se verovatnim da su oni očuvali elemente sasanidske arhitekture, prepoznatljivog oblika i metoda dekorisanja. Takođe, u dekorisanju vrtova i zelenih površina i organizaciji prostora između kanala se uočava sličnost sa drevnim rimskim vilama i palatama i, naravno, neizbežni uticaj islamske slike raja.
Nažalost, gotovo ništa od toga danas ne može da se vidi delom jer je grad potpuno razrušen do temelja u velikoj mongolskoj najezdi iz 1258. godine kada je ubijeno blizu 800.000 stanovnika Bagdada, a delom i zato što je u izgradnji korišćen trošan i lako porozan materijal, opeka i velikim delom nepečena cigla. I dalje stoje još jedino zgrade halifskih palata i Mustanširija medresa iz 1232. obe renovirane više puta i danas pretvorene u muzeje. Čuvena Talismanova kapija sa utvrđenja podignutog 1095. je srušena 1917. od strane Turaka, ali srednja kapija al-Bab al-Vastani i dalje stoji.

### Samara
Zbog toga što je od slavnog drevnog grada sačuvano tako malo, za razumevanje i izučavanje istorije islamske umetnosti značajno nalazište Samara gde može da se prati dalji razvoj novih stilova u islamskoj arhitekturi kao što su novi oblici, sečene površine, i ponavljanje apstraktni geometrijskih i biljnih formi koji će kasnije na Zapadu biti bolje poznate pod imenom “arabeske“.
Dinastija Abasida je imala još jednu perstonicu- Samaru koju je 836. izgradio halifa al-Mu’tasim, sin halife Haruna Rašida, nekih 96 km severno od Bagdada takođe na obali reke Tigar i naselio se tu dve godine kasnije sa svojom gardom. Njegova ogromna palata se pružala duž reke i premošćavala ju je i obuhvatala je velelepne vrtove, trkalište, amfiteatar i par pratećih palata. Glavna palata je zauzimala oko 1.500 m oko osnovne ose. Kao i sve ostale muslimanske palate toga doba sastojala se od niza većih i manjih dvorišnih površina oko kojih su se nalazili poviljovi i mesta za publiku.
Al-Mutavakil je proširio grad ka severu uz reke Tigar i izgradio je novu palatu Kasr al-Džafari i palatu al-Bulkavaru za svog sina, princa al-Mutazza koja je najbolje očuvana od svih. Dalje severnije na suprotnoj obali Tigra, izgradio je ogromnu palatu od oko 2.700 m dužine Kasr al-Arus (dvor verenika). Nakon svih tih nadograđivanja grad je dostigao dužinu od približno 35 km. Na istoj obali reke i dalje stoje ostaci palate Kasr al-Ašik (palata zaljubljenih) i turbe, mali oktagonalni mauzolej, Kubat al-Sulajbija izgađeno po ugledu na kupolu u kamenu.
Samara je bila abasidska prestonica do 893. godine. I u izgradnji ovog grada su učestvovali umetnici iz različitih delova islamskog sveta od kojih su neki utkali i svoj potpis u svoje delo pa tako otkrivamo da su u izgradnji i dekoraciji ove palate učestvovali umetnici iz Vizantija, Sirije i dr. Fragmenti apstrktne dekoracije otkrivaju uticaje kineske, evropske i persijske umetnosti tako da je opšti utisak kojim odiše palata, možda namerno, kosmopolitski.
Najbogatiji i najfiniji među nima su bili vezani za ukrašavanje harema, za isključivo halifu i njegove žene. Ovde je došlo do spajanja ideje o umetnosti kao sredstvu za dekorisanje aristokratskog života i religijskog koncepta koji na umetnost gleda kao na taštinu, a insistira na buđenju svesti o prolaznosti života. Tako su haremski paviljoni u Samari namerno građeni od lakog i krhkog materijala, a dekorisani tako da su odisali prolaznošću što se najviše postizalo raskošno bojenim i štampanim tkaninama koje su povremeno u specijalnim prilikama izlagane na kratko. Takođe, te hareme i kupatila su ukrašavale i brojne slike i prizori iz lova. Arheolozi su našli jednu sliku na zidu halifinih privatnih odaja, na kojoj su prikazane dve devojke koje, igrajući, isprepletenih ruku, sipaju vino iz čaše.
Sa druge strane, džamije su građene i dekorisane u potpuno drugačijem konceptu. Osovna odlika džamija je bila monumentalnost, masivnost i grandioznost. Ova u Samari je bila najveća (240 x 156 m) sa mogućnošću da primi oko 100.000 ljudi na molitvu. Danas je od te hale za molitvu i 216 stubova nosača od opeke ostalo vrlo malo, ali karakterističan, spiralni minaret i dalje stoji.
Za period Abasida je tipičan dizajn u velikoj meri zastupljen i urbano planiranje grada. Pored Bagdada (762.) i Samare (836.), Abasidi su osnovali i grad al-Rafika u severnoj Siriji. Al-Rafika je osnovan 772. godine od strane El Mansura i to po ugledu na plan grada Bagdada. Ovaj grad se nalazio na obali reke Eufrat i bio je opasan masivnim zidinama koje su dostizale do 5 km dužine i obuhvatale 132 okrugle kule. Od ovih utvrđenja su tri kapije vodile u unutrašnjost grada do velike džamije koja je bila smeštena u centralnom delu. Početkom 796. Harun Rašid je ovde napravio svoju rezidenciju. Učvrstio je zidine grada i obezbedio ga od napada i pretvorio ga u svoj komandni centar u ratu sa Vizantijom. Iako je najveći deo grada renoviran u doba Osmanlija, severoistočna kapija i dalje stoji iz perioda osnivanja grada i tu se primećuje jedna od prvih primena zašiljenih lukova u arhitekturi.

## Džamije u doba Abasida
Gradilački entuzijazam Abasida je otvorio novu dimenziju u izgradnji džamija i ispoljava se u njihovoj veličini i karakteru. Za razliku od Omajada koji su nastavili kamenu tradiciju preuzetu iz Sirije, Abasidi su prihvatili mesopotamijsku tradiciju gradnje pečenom ciglom koja je omogućavala dekorativno zidanje zakrivljeno i ukrašeno geometrijskim i biljnim elementima. Dalje, minaret je sada zbog svoje veličine pored osnovne funkcije za pozivanje na molitvu dobio i drugu- služio je i kao orijentir i olakšavao snalaženje putnicima. Naravno, tu je i simbolička funkcija javnog izražavanja moći i snage halife.

### Džamija al-Aksa
Prva značajnija izgradnja džamija koju su Abasidi izveli je rekonstrukcija džamije al-Aksa. Džamiju je prvobitno izgradio drugi halifa Omar 634. godine, ali je proširivana i nadograđivana u više navrata od strane brojnih omajadskih halifa. Nakon razarajućeg zemljotresa 747-48. Abasidski halifa al-Mahdi ju je ponovo izgradio 780. Al-Aksa je treća najsvetija bogomolja posle Ćabe u Meki i Prorokove džamije u Medini. Mesto gde je ova džamija se spominje u Kuranu i takođe se veruje da je upravo odatle počeo Muhamedov uspon na nebo. Takođe, ovo je prva džamija sa kiblom, pravcem molitve.
Sa obe strane broda nalaze se po 7 odela za molitvu odvojenih stubovima međusobno povezanim lukovima. Do broda džamije se stiže kroz glavna vrata na severu ili kroz brojna sekundarna vrata (7 vrata sa leve i desne strane broda i 11 sa istočne strane). Glavna inovacija koju su uveli Abasidi je trem ograđen kolonadom stubova povezanih lukovima. Druga promena koju su Abasidi izvršili je promena plana džamije koja je sada organizovana u obliku slova T.

### Džamija iz Samare
Sledeća velika građevina iz perioda Abasida je centralna džamija al-Mutavakila izgrađena između 848. i 849. (oko 140 godina posle omajadske džamije u Damasku). Dugo je bila najveća džamija na svetu. Sadrži 25 odela za molitvu tzv. „rikva“ razdvojenih oktagonalnim stubovima koji nose plafon izrađen od tikovine. Ova kolonada stubova se pruža od severa do juga u pravcu Meke kao u džamiji al- Aksa.
Još neke od osobenosti ove džamije su odsustvo mihraba koji je zamanjen sa tri lučna otvora takva da je centralni luk viši i širi od druga dva. Spoljašnji zid od opeke i sa polukružnim podupiračima je dekorisan četvrtastim panelima i kružnim medaljonima u njihovom centru. I, naravno, autentični spiralni mirhab koji stoji van zidina koje opasuju džamiju. Kao i uvođenje brojnih prozora i otvora na tom zidu koji su povezani lukovima.
Arhitktura ove džamije izražava definitivnu odbacivanje sirijskog i prihvatanje mesopotamijskog stila. Takođe mnoge od ovih revolucionarnih arhitektonskih otkrića su kasnije reprodukovane i to ne samo u islamskom svetu već i u Evropi. Pogotovu se upotrebljavalo povezivanje praznog prostora lukovima i to najviše u periodu gotike u zapadnoj Evropi.

### Ibn Tulunova džamija
Džamije koje su usledile nakon ove u Samari su sve uključivale ove nove elemente i spajali ih sa već postojećim tako stvarajuči novi arhitektonski i umetnički stil. Ahmed ibn Tulun je bio vojnik koji je postao „emir“ Egipta. Sagradio je svoju džamiju u Fustatu 876. godine u istom stilu kao što je džamija u Samari. Projektovana je od strane egipatskog arhitekte i to sa po 6 „rikva“ razdvojenih stubovima nosačima međusobno povezanim lukovima. Zašiljeni lukovi su nosili krov. Svaki luk je poduprt sa 16 ogromnih stubova od opeke. Ovakvi stubovi se pojavljuju i u dvorištu i nose po 2 svoda hodnika. Ovo je prva primena stubova nosača van Samare. Takođe se smatra da je ovo i prva sistematska primena zašiljenih lukova.
Još jedan bitan element vezan za ibn Tulunovu džamiju upotreba geometrijske i biljne ornamentike (arabeske) u dekorisanju stubova nosača, što se smatra jednim od prvih primena istih u istoriji umetnosti. Kasnije ovo će postati široko primenjivan vid dekorisanja u islamskom svetu i gotovo njihov prepoznatnjiv pečat.

### Abu Dulafova džamija
Džamija Abu Dulafa je izgrađena u vrlo kratkom vremenskom periodu oko (860—1) kao džamija nove oblasti Džafarija. Za razliku od velike džamije u Samari, njena unutrašnjost je dobro sačuvana dok su spoljašnji zidovi u velikoj meri uništeni i samo se naziru . Dimenzije ove džamije su za nijansu manje u odnosu na Veliku džamiju, unutrašnje dimenzije su 213x135m. Svi lukovi se pružaju normalno u odnosu na zid kible. Debeli pravougaoni stubovi nose pune panele sa kratkim lučnim prekidom na njima. Dekoracije u opeci su inferiorne u odnosu na one na Velikoj džamiji i često su postavljene nepravilno. I ona ima ravan drveni krov. Spoljni zid ima četiri kule na svakom uglu po jednu i između njih se nalaze utvrđenja, po 11 na istočnom i zapadnom i po 8 na severnom i južnom zidu.

## Kaligrafija
Kaligrafija je umetnost pisanja. Razvila se kao pravac u izradi knjiga i najčešće se za kaligrafiju upotrebljava arapsko pismo mada postoji i u drugim kulturama ovaj vid umetničkog izrražavanja. U islamu je imala za funkciju dekorisanje Kurana, jer se prema hadisu prikazivanje ljudskog lika smatra idolopoklonstvom. Stoga su za ukrašavanje Kurana korišćena slova i apstraktna ornamentika. Kaligrafija je sveprisutna u islamskoj umetnosti i upravo tu je i dostigla svoj vrhunac. Arapska, persijska i osmanska turska kaligrafija se najčešće vezuju za geometrijsku islamsku umetnost — arabeske, jer su najčešće ukrašavale plafone džamija kao i stranice svete Knjige.
Za približno četrnaest vekova kaligrafija je bila najbitniji i najcenjeniji oblik umetničkog izražavanja u islamskoj kulturi. Kaligrafija je smatrana najplemenitijom od svih umetničkih disciplna u islamskom svetu, a njen veliki ugled počiva upravo na činjenici da je zadatak ove discipline ovekovečavanje reči božje. Opravdanje je našla i u Kuranu, a zbog te sakralne uloge se često upoređuje sa hrišćanskom ikonografijom, jer predstavlja vidljivi deo božanske prirode. Stoga su kaligrafi bili daleko više cenjeni nego slikari i kaligrafija nije bila samo posao kojim su se bavili dekorateri već i mnogi vladari.
Za vreme abasidskih halifa i vladara, a pogotovu za vreme abasidskog vezira i kaligrafe ibn Muklaha i kaligrafija, kao i ostale umetničke discipline, doživljava svoj procvat . Ibn Muklah se smatra autoritetom u oblasti kalgrafije i njenim začetnikom jer je prvi postavio čvrste osnove i utvrdio pravila vezana za ovu umetničku disciplinu i izvršio podelu na šest stilova pisanja. To su: kufi, tulut, nash, rika, divani i talik. Kufi je dobio ime po gradu u Iraku i za njega je tipično četvrtasto i uglasto stilisano pismo, slova su puna i praktična za dekorisanje kamena, drveta, metala i drugih čvrstih materijala. Naskh je mnogo lakšeg pokreta i pokretniji. Tulut je vertikalniji i slova su duguljasta, dok za Talik kažu da ’svaka reč izgleda kao da pada’ i Deevani za koji su karakteristični veliki lukovi ispod linije i slabije naglašeni gornji deo.
Među osnivačima arapske kaligrafije bili su al-Rajhani, koji je živeo pod al-Ma’munom i usavršio stil koji nosi njegovo ime, zatim, drugi značajni kaligrafi su bili Khalid ibn Abu al-Sazzaj, ibn Muqlah (886—939), abasidski vezir kome je ruku odsekao halif al-Radi, ibn al-Bavab, Khadidja abu Ali, Mir Imad i dr. Kaligrafija je možda jedina umetnost koja i danas ima svoje predstavnike, što hrišćanske, što muslimanske u Carigradu, Kairu, Damasku i Bejrutu. Njihova dela prevazilaze lepotom i elegancijom sva umetnička dela ove vrste koja su stari proizveli.

## Industrijske umetnosti
Za razliku od zapadne umetnosti gde dominiraju slikarstvo i vajarstvo u islamskoj umetnosti prevagu nosi dekoracija i izrada upotrebnih predmeta. Tako se kao vodeća disciplina istaklo grnčarstvo, staklarstvo, keramika i izrada tepiha i tekstila. Kao što je već navedeno u delu gde smo govorili o kaligrafiji, osnovni uzrok ovome jeste problem aikonizma u islamu i to je ono što je bilo presudno i u formiranju karakterističnog umetničkog stila.
Još od najdavnijih vremena Persijanci su se pokazali majstorima dekorativnih šara i boja. Zahvaljujući njihovim nastojanjima, islamske industrijske umetnosti dostigle su visok stepen savršenosti. Tkanje tepiha ovde je još u doba egipatskih faraona bilo naročito razvijeno. Scene iz lova i bašta bile su omiljene šare na serdžadama. Ukrašene svilene tkanine, proizvodi muslimanski ručnih razboja u Egiptu i Siriji, bile su visoko cenjene u Evropi, pa su ih zapadnjaci birali za umotavanje relikvija.
Svi ovi predmeti su dekorisani tipičnom ornamentikom za arapski svet, što podrazumeva arabeskne motive, vijugavu ornamentiku, apstraktnu geometriju i cvetni dekori. Radilo se na keramici, grnčariji, metalu, drvetu i tkanini i, ono što karakteriše islamski svet, čitav taj ogromni prostor nastanjen najrazličitijim kulturama i civilizacijama, prihvatio se tog jednog karakterističnog umetničkog stila i održavao ga i dalje usavršavao kroz vekove. U metalu su izrađivani sanduci, sudovi, činije, umivaonici, bokali i kandila, svi dekorisani arabeskama, kaligrafskim natpisima, biljnim motivima... Razvila se i posebna luksuzna izrada u zlatu, srebru, bakru i manje skupocenim materijalima- bronzi.
Po prvi put za vreme Abasida se uvozi fina i skupocena keramika iz Kine što inspiriše oživljavanje i uvođenje novih elemenata u uzradi i dekoraciji keramike. Arapi nisu u potpunosti mogli da izvedu replike finog kineskog porcelana, ali su zato pronašli nove tehnike izbeljivanja kreamike kojima su se približili po izgledu ovoj izradi, i pronašli su nove tehnike dekorisanja, poliranja i bojenja koja se nazivala Minai. Ovu istu metodu su primenjivali u izradi pločica u kojoj su Arapi bili neprevaziđeni. Nevezano za to da li je umetnički predmet bio izrađen za ličnu svakodnevnu upotrebu ili za religijske svrhe, ime autora je gotovo uvek nepoznato. Jedini izuzetak je u sferi knjiga. Imena pojedinih kaligrafa su pomenuta, kao sto je gore navedeno, ali samo zbog položaja kaligrafije u odnosu na ostale oblike umetničkog izražavanja i značaj koji se davao pisanoj reči, a pogotovu pisanoj reči Božjoj.

## Slikarstvo
Već je ranije pominjan aikonizam u islamu, međutim, kao što ni zabrana vina u islamu nije nametnula strogu prohibiciju tako ni ovaj neprijateljski stav teologa prema figuralnoj umetnosti nije u potpunosti zaustavio njen razvoj. Zna se da je El Mansur na kupolu svoje palate stavio figuru konjanika koji je u isto vreme mogao služiti i kao vetrokaz, da je al-Amin imao izletničke čamce na Tigru u obliku lavova i orlova i da je al-Muktadir imao zlatno i srebrno stablo sa po 18 grana.
Graditelji Samare su ukrasili njene zidove brojnim freskama i golim ženskim figurama, kao i scenama iz lova. Za ove slike se veruje da su izrađene od strane hrišćanskih umetnika, dok se pouzdano zna da je al-Mutavakil, za vreme koga je ova privremena prestonica dostigla svoj vrhunac, uposlio vizantijske umetnike koji su među brojne oblike uvrstili čak i sliku crkve sve sa kaluđerima!
Ideja o slikarstvu u službi vere nikada nije zaživela i uzela toliko maha kao na primer u hrišćanstvu ili budizmu. Najranije predstavljanje Proroka zabeleženo je u 9. veku od strane jednog arapskog putnika. On je na kineskom dvoru video sliku Prorokovu, koju su verovatno izradili nestorijanci. Elementi koji su se najviše koristili u oslikavanju su mitske životinje kao što su grčki kentauri ili krilate zveri sa ljudskom glavom od Asiraca.
Najstariji ilustrovani arapski rukopis koji je dospeo do nas očuvan jeste al-Sufijeva astronomija iz 1005. godine. Ilustrovanih književnih dela nemamo pre 12. i 13. veka. To su rukopisi Kalilah wa-Dimnah, al-Haririjev Maqamat i al-Aghani.

## Muzika
Negativni stav pravnika prema muzici isto je tako ostao bez efekta u Bagdadu kao što je i ranije bio slučaj u Damasku. Abasid al-Mahdi je samo nastavio tamo gde je poslednji Omajad završio. Otmeni i sjajni al-Rašidov dvor potpomagao je muziku i pevanje, kao što je činio i sa naukom i umetnošću u tolikoj meri da je postao centar divnih skupova muzičkih zvezda. Na njemu su plaćeni muzičari živeli u društvu muških i ženski robova pevača. Sve je to zabeleženo na stranicama mnogih dela, a pogotovu u Hiljadu i jednoj noći.
U vreme Abasida prevedena su i brojna dela iz oblasti muzičke teorije, kao što su dva Aristotelova dela naslovljena Kitab al-Masa’il i Kitab fi al-Nafsi, zatim prevedeno je i Galenovo delo Kitab al-Sawt (De voce), kao i Euklidovo delo Kitab al-Kanun (Canon) i druga. Naučno-matematička strana muzike crpljena je od Grka, ali je praktična strana imala čisto arabljanske obrasce. Vodeća ličnost muzičkih pisaca posle grčke škole bio je filozof al-Kindi, koji je živeo u drugoj polovini 9. veka. Pored njega spominju se još i al-Razi i al-Farabi.

## Zaključak
Za Arape se kaže da su skloni ispoljavanju jakog razumevanja za pojedinačno i za subjektivno i da imaju istančan smisao za detalj, ali ne i sposobnost za usklađivanje i objedinjavanje raznih delova u jedinstvenu celinu. Osnovni elementi islamske umetnosti su arabeske, obilno korišćenje boja i svestnost ka svesnoj neodređenost. Ovo poslednje se odnosi na osobinu mnogih dela da sadrže mističnu simboliku, koja se može tumačiti na različite načine. Kako u islamu nema sveštenstva koje bi pripisivalo ili čuvalo određeni smisao bilo kog simbola ili teme, posmatraču je bilo ostavljeno mnogo više prostora da ih tumači po sopstvenoj volji.
Pokrovitelji, umetnici i posmatrači izgleda da su u ovoj neodređenosti nalazili zadovoljstvo. Mnogi porede islamsku umetnost sa arapskim jezikom koji podstiče na stvaranje igara rečima po njenoj otvorenosti za nekad potpuno različita i kontradiktorna tumačenja. Pisanje je pružalo obaveštenja, ali je delovalo i ukrasno. Geometrija je stvorila arhitektonski modul izgradnje, ali je isto tako korišćena i za ukrašavanje ne samo građevina već i predmeta. Boja je u ljudskom pogledu delovala privlačno i oživljavajuće, ali je imala i simbolička značenja.
Ovaj period u istoriji Arapa, poznat još i kao zlatno doba ili renesansa u islamu zbilja predstavlja sam zenit muslimanske civilizacije. Rani period halifata, što obuhvata i vladavinu Omajada i prva dva veka vladavine Abasida, predstavlja vremensko razdoblje u kome su nauka i umetnost doživele svoj procvat, a islamski Istok predstavljao simbol duhovnog i materijalnog bogatstva u očima Evropljana, cilj kome se težilo, ali u isto vreme, upravo zbog sve te moći koja se koncentrisala i zgušnjavala na Istoku, narastajuću opasnost i pretnju.

## Literatura
- Espozito, Dž, Oksfordska istorija islama, Clio, Beograd, 2002.
- Hiti, F, Istorija Arapa, Sarajevo, 1983.
- Luis, B, Svijet islama, Beograd, 1979.
- Papadopulo, A, Islam and Muslim art, Harry N. Abrams, Inc., Pubishers, New York, 1979.
- Islamic Art (the Abbasid Period) Архивирано на веб-сајту  (1. јун 2008)
- The Art of the Abbasid Period